# Epiactis neozealandica
Epiactis neozealandica is een zeeanemonensoort uit de familie Actiniidae. De anemoon komt uit het geslacht Epiactis. Epiactis neozealandica werd in 1918 voor het eerst wetenschappelijk beschreven door Stephenson. 